# Jungfrusund, Kimitoön
Jungfrusund är ett sund i Kimitoöns kommun i Skärgårdshavet. Sundet ligger mellan Jungfruholmen och Lindholmen i väster samt Purunpää och Krogargrunden i öster.

## Naturleden och bondelotsar
Den äldsta kända väst-östliga farleden genom Skärgårdshavet är den som kallas Kung Valdemars segelled och förde fartygen från Åland och Kökar genom Kyrksundet i Hitis till Hangö. Befolkandet av öarna i Skärgårdshavet och ökad kunskap om farvattnen ledde till att man under senmedeltiden föredrog att segla längs med den längre men mer skyddade farleden via Korpoström och Jungfrusund mot Hangö. Den korsades av den stora segelleden från Åbo till Utö och öppna havet samt förenades med farleden från Åbo över Pargas port till Hangö.
Det äldsta Jungfrusund är det smala sundet mellan Kimitoöns stora landmassa och Jungfruholmen utanför huvudöns sydvästra spets, dvs. Purunpää, där ankarplatsen låg. Jungfruholmen består av sammanvuxna holmar, norrifrån Jungfru-, Hög- och Skansholmen och bortom ett smalt sund Lindholmen. Sundet öster om Jungfruholm betecknas på en karta från 1788 liksom på dagens kartor som Jungfrusund men det blev tidigt för trångt för större fartyg. Redan på 1550-talet beskrivs farleden så att den gick över Degernäs djupet väster om Jungfruholmen och söder om Lindholmen genom Lövö krokar förbi Ängeshamn till Hangö västra fjärd. Man fortsatte dock att använda namnet Jungfrusund.
Under det långa sekel då den svenska stormakten byggdes upp fick Jungfrusund en allt större militär betydelse. Konflikterna med Ryssland tilltog från slutet av 1400-talet och unionskungen Hans kapare störde freden i Finland långt in på 1500-talet. Sveriges ambitioner i Livland i konkurrens med ryssar och polacker betydde ständiga krig fram till 1620-talet då krigen flyttade söderut. Under den här tiden befäste Jungfrusund sin ställning som samlingsplats för flottan. Eftersom sundet hade landförbindelse med Stora strandvägen mellan Åbo och Viborg fungerade det också som inskeppningsplats för krigsfolk. Detta föranledde kronan år 1575 att ersätta det äldre systemet med för varje resa betalda styrmän (lotsar) med ett system där styrmansbönderna fick skattefrihet mot lotsningsplikt på kronans fartyg.

## Krog och lotsstation
Rikskanslern Axel Oxenstierna fick 1614 Kimito som friherrskap med en utvidgning till skärgården år 1627. Friherrskapet gick miste om inkomster genom att styrmansbönderna var befriade från skatt och ville därför lägga ned lotsningsverksamheten. Kronan ville ändå inte frångå det invanda systemet utan friherrskapet kompenserades på andra sätt. Den civila trafiken i farleden var också så stor att befallningsmannen för friherrskapet 1641 föreslog för förläningsinnehavaren att man skulle inrätta en krog för att förse de resande med livsmedel. Från krogen skulle också bedrivas friherrskapets notfiske och man skulle salta in fisk. Krogen inrättades följande år med två stugor och en kammare. Rester av byggnadsgrunderna och inristningar i berget från 1600-talet visar att Krögarudden på Purunpää udde var platsen för detta. Från Krögarudden bedrevs inte lotsning men omkring 1680 inrättades en lotsstation på Brändöskatan vid Lövö krokar. Kort därefter fick lotsmannen, som det nu hette, fullmakt att lotsa kronans skepp och också privata farkoster.
Det stora nordiska kriget som bröt ut år 1700 ändrade situationen i Skärgårdshavet. Sockenbönderna i Kimito måste bygga om ridstigen till Jungfrusund till en riktig kärrväg och som sådan stod den färdig 1706. År 1710 gjordes en plan för att spärra sunden på vardera sidan om Jungfruholmen och för att befästa själva holmen, men arbetena på detta avbröts snabbt. Vid det laget hade alla stora hamnstäder vid Finska viken kommit i ryska händer och trafiken genom Jungfrusund var obetydlig. Ännu i december 1711 var den siste krögaren på plats men han var helt utblottad. Då den ryska flottan 1714 hade besegrat den svenska vid Rilax väster om Hangö udd brändes krogen. Den ryska flottan tycks, att döma av de många bevarade så kallade ryssugnarna på holmarna kring Jungfrusund, ha använt stället som ankarplats.

## Farleden flyttas västerut
Behovet av lotsning växte under Gustav III:s ryska krig och vid Jungfrusunds lotsstation skulle finnas inte mindre än tre lotsar, två lotsdrängar och en lärling. Strax före finska kriget flyttades lotsstationen till Lindholmen söder om Jungfruholmen, vilket visar att större fartyg inte längre använde Lövö krokar utan den öppnare farleden söderut till Järngrynnan och därifrån norr om Hitislandet mot öster. Sommaren 1808 då Sveaborg hade kapitulerat och skärgårdsflottans Sveaborgseskader hade gått förlorad till Ryssland försökte den svenska flottan stoppa det ryska framträngandet till havs västerut. De delar av skärgårdsflottan som ännu var i svenska händer placerades vid Jungfrusund tillsammans med några större fartyg för att spärra genomfarten. Den svenska högsjöflottan lades vid Örö och man räknade med att kunna hålla tillbaka ryssarna på det sättet. Den ryska skärgårdsflottan tog sig dock norr om Kimitoön ut till Gullkrona fjärd och Åbo (se Sjöstriden vid Kimitosundet, Skärgårdsslaget vid Sandöström). Även om den svenska flottan ännu kunde hota de ryska fartygen från Örö hade också Jungfrusund öppnats för ryssarna då de svenska fartygen drogs bort därifrån. 
Ryssarna tycks så fort de hade övertagit Jungfrusund ha inlett ett befästningsarbete där för att skydda vattnen längre österut mot svenska angrepp. Redan i februari 1809 fördes kanoner från Åbo dit. De bevarade resterna på Jungfru-, Skans- och Lindholmen består av vallar och kanonbatterier samt något som möjligen kan antas vara en kanonväg. Platsen förlorade i betydelse efter överenskommelsen i Åbo mellan Sverige och Ryssland år 1812. På 1820-talet omtalas transport av gevär och kanoner till Hangö, Sveaborg och slutligen år 1827 till Åland eller det som skulle bli Bomarsund. År 1860 flyttades lotsstationen från Lindholmen till Högsåra och då hade också ångfartygen börjat använda den större farleden. Platsens militära betydelse skulle upprepas ännu år 1916 då den ryska flottans Jungfrusunds flygstation vid Söderlångvik, en del av Finska vikens försvarssystem, fick namnet Jungfrusund.